# Мухаммад аль-Бусири
Абу Абдуллах Мухаммад ибн Са’ид аль-Бусири (араб. أبو عبد الله محمد بن سعيد البوصيري‎; 1211, Алжир — 1294, Александрия, Египет) — суфийский поэт, принадлежащий к тарикату шазилия. Автор касыды аль-Бурда («поэма мантии»), которая полностью посвящена пророку Мухаммеду.

## Биография
Его полное имя: Абу Абдуллах Мухаммад ибн Саид ибн Хаммад ибн Мухсин ибн Абу Сурур ибн Хиббан ибн Абдуллах ибн Маллак ас-Санхаджи аш-Шазили. Аль-Маркизи упоминает, что его семья родом из Хаммада (Марокко). В течение 10 лет жил в Иерусалиме, затем на 13 лет переехал в Мекку, где преподавал коранические науки, был известным каллиграфом и занимал высокое положение.
Жил в Египте, где он писал под патронажем визиря Ибн Хинны. Был учеником шейха Абуль-Аббаса аль-Мурси. Неожиданно его разбил паралич, из-за чего половина его тела стала неподвижной. Будучи в таком состоянии, аль-Бусири попросил в своих мольбах Бога дать ему вдохновение для написания поэмы о величии и превосходстве пророка Мухаммеда и вылечить его от паралича через благословение этой поэмы. Однажды во сне к поэту явился Пророк, вылечил его от паралича и завернул в мантию.
Стихотворение имеет уникальную историю. Уже при жизни поэта оно стало считаться священным. До настоящего времени его стихи используются как амулеты; они используется в погребальных церемониях; она часто редактировалась становилась основой для других стихов.
Поэма была переведена на различные языки: английский (Файзуллабхай Бомбей, 1893), французский (Р. Бассет Париж, 1894), немецкий (К. А. Ралфс Вена, 1860) и др.

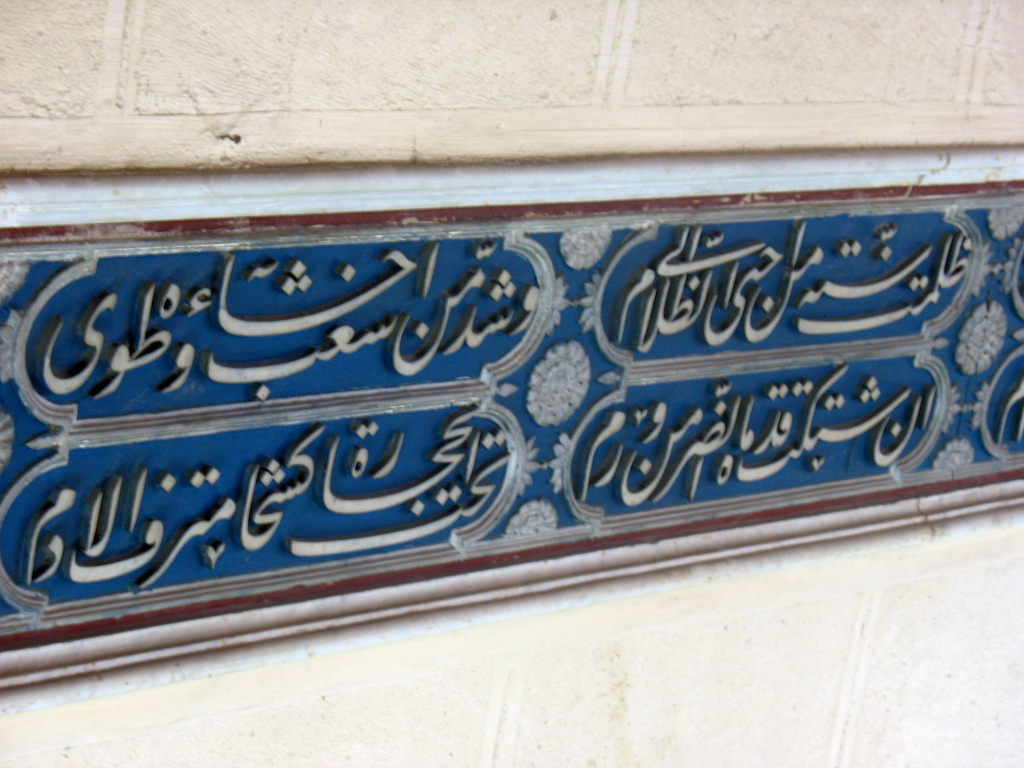
Часть касиды аль-Бурда в Александрии.

## Поэмы
- Касида Хамзия
- Касида аль-Бурда